# Manuel Verdeguer
Manuel Verdeguer Beltrán (Valencia, 8 de agosto de 1908 – San Juan de Puerto Rico, 11 de agosto de 1988) fue un contrabajista español que destacó como concertista y pedagogo en su país y en el continente americano. 

## Biografía
Comenzó su carrera artística como violonchelista. Galardonado al terminar sus estudios en el Conservatorio de Madrid, inicia enseguida su carrera orquestal, obteniendo la plaza de solista de contrabajo en la orquesta municipal de Valencia en 1943. Fue posteriormente primer contrabajo de la Orquesta Sinfónica de Madrid iniciando giras como concertista y realizando arreglos musicales que ampliaron el repertorio solista de su instrumento. Sorprendiendo por la belleza de su sonido, recibió elogios de renombrados músicos españoles como el compositor Joaquín Turina y el director orquestal y compositor Joan Lamote de Grignon.
Invitado por el Conservatorio y la Sinfónica de Bogotá (Colombia), Verdeguer marcha a América para ocupar la plaza de profesor y de primer contrabajo respectivamente en aquella ciudad. Allí aparece pocos meses más tarde como solista de su instrumento sin que se esperara un recital de contrabajo con sonatas, suites, conciertos y pequeñas páginas virtuosas en el Teatro Colón, el más bello y prestigioso de la capital, y que ante la demostración de entusiasmo, hubiese de repetirlo a unas cuantas fechas vista, con el teatro lleno y un verdadero clamoreo de ovaciones, gritos y aplausos. Finalmente, recibe la invitación de Pau Casals y de Juan José Castro, decano de estudios del Conservatorio de Puerto Rico, para ocupar la cátedra de Contrabajo de este centro y la primera silla de la fila de contrabajos de la recién creada Orquesta Sinfónica de Puerto Rico. 
Durante años ejerció Verdeguer su labor musical como concertista por América, destacando la primera interpretación de la Sonata para contrabajo y piano de Paul Hindemith en Chile y el estreno mundial del Concierto para contrabajo y orquesta del estonio Eduard Tubin, efectuado en Bogotá y que pondría luego en los atriles de Puerto Rico, Caracas y Buenos Aires.
Hábil pedagogo, durante años ejerció Verdeguer su magisterio en Colombia y en Puerto Rico junto a Casals, dejado una estela de discípulos entre los que se encuentran el colombiano Hernando Segura Baquero (hoy retirado y convertido, a su vez, en maestro de maestros) o los puertorriqueños Héctor Tirado y Ray Ramírez. De su resonancia en toda América, es indicativo el hecho de que sobre el maestro valenciano trate, precisamente, el trabajo del primer doctorado en contrabajo otorgado por la Juilliard School de Nueva York.
En 2017 aparece en España la primera biografía dedicada a este músico, siendo publicados por primera vez numerosos datos recogidos en su entorno familiar de origen.

## Discografía
- El gran virtuoso Manuel Verdeguer, Discophon (S) 4331[11]

Cara 1 - Eduard Tubin: Concierto para contrabajo y orquesta
(Orquesta Filarmónica de Conciertos, Dirección: Sergije Rainis)
Cara 2 - Georg Friedrich Händel: Sarabanda; Girolamo Frescobaldi: Tocatta; Paul Hindemith: Sonata para contrabajo y piano (Piano: Olav Roots)